# Medeho
Medeho (tiếng Ả Rập: مديهو) là một thị trấn ở phía đông bắc vùng Obock, Djibouti.

## Địa lý
Medeho được bao quanh bởi dãy núi Mabla, trên độ cao 690 m so với mực nước biển. Các thị trấn lân cận bao gồm: Tadjoura (42 km) và Obock (39 km).

### Khí hậu
Medeho có khí hậu bán khô hạn (phân loại Köppen BSh) với ảnh hưởng của khí hậu núi cao.
| Dữ liệu khí hậu của Medeho              | Dữ liệu khí hậu của Medeho | Dữ liệu khí hậu của Medeho | Dữ liệu khí hậu của Medeho | Dữ liệu khí hậu của Medeho | Dữ liệu khí hậu của Medeho | Dữ liệu khí hậu của Medeho | Dữ liệu khí hậu của Medeho | Dữ liệu khí hậu của Medeho | Dữ liệu khí hậu của Medeho | Dữ liệu khí hậu của Medeho | Dữ liệu khí hậu của Medeho | Dữ liệu khí hậu của Medeho | Dữ liệu khí hậu của Medeho |
| Tháng                                   | 1                          | 2                          | 3                          | 4                          | 5                          | 6                          | 7                          | 8                          | 9                          | 10                         | 11                         | 12                         | Năm                        |
| --------------------------------------- | -------------------------- | -------------------------- | -------------------------- | -------------------------- | -------------------------- | -------------------------- | -------------------------- | -------------------------- | -------------------------- | -------------------------- | -------------------------- | -------------------------- | -------------------------- |
| Trung bình ngày tối đa °C (°F)          | 24.0 (75.2)                | 24.3 (75.7)                | 26.4 (79.5)                | 28.4 (83.1)                | 31.5 (88.7)                | 34.7 (94.5)                | 35.1 (95.2)                | 34.1 (93.4)                | 32.4 (90.3)                | 29.2 (84.6)                | 26.1 (79.0)                | 24.2 (75.6)                | 29.2 (84.6)                |
| Tối thiểu trung bình ngày °C (°F)       | 14.2 (57.6)                | 15.4 (59.7)                | 16.6 (61.9)                | 18.7 (65.7)                | 21.2 (70.2)                | 23.6 (74.5)                | 24.5 (76.1)                | 23.2 (73.8)                | 22.7 (72.9)                | 18.8 (65.8)                | 16.4 (61.5)                | 15.0 (59.0)                | 19.2 (66.6)                |
| Lượng Giáng thủy trung bình mm (inches) | 36 (1.4)                   | 33 (1.3)                   | 19 (0.7)                   | 25 (1.0)                   | 11 (0.4)                   | 7 (0.3)                    | 24 (0.9)                   | 36 (1.4)                   | 37 (1.5)                   | 12 (0.5)                   | 35 (1.4)                   | 30 (1.2)                   | 305 (12)                   |
| Nguồn: Climate-Data.org                 |                            |                            |                            |                            |                            |                            |                            |                            |                            |                            |                            |                            |                            |